# Dionne Bromfield
Dionne Julia Bromfield (Kent, 1 de fevereiro de 1996) é uma cantora, compositora e apresentadora inglesa. Seu primeiro álbum Introducing Dionne Bromfield, foi lançado em 2009 pela gravadora Lioness Records, de sua madrinha, Amy Winehouse. Sua primeira apresentação na televisão, foi no programa britânico Stricly Come Dancing, da emissora BBC One. Amy Winehouse participou fazendo backing vocals. Ela é conhecida por ser apresentadora do Friday Download

## Vida e Carreira

### 1996–2009: Início da vida e iniciação musical
Dionne nasceu em 1 de fevereiro de 1996 em Tower Hamlets, East London, filha única de uma mãe inglesa e pai jamaicano. Dionne nunca teve contato com o pai dela. Dionne cresceu em Chislehurst, South London, e frequentou Gatehouse School em Victoria Park, London e mais tarde Beaverwood School for Girls em Chislehurst até 2009. Bromfield apareceu pela primeira vez no Youtube fazendo um cover da canção "If I Ain't Got You" de Alicia Keys com sua madrinha Amy Winehouse. Ela compareceu ao Sylvia Young Theatre School na Westminster.
Em 25 de setembro de 2009, Bromfield cantou novamente junto a Amy Winehouse o hit dos anos 1960 "Mama Said", também da banda The Shirelles, no evento de caridade "End of Summer Ball", da instituição Prince's Trust. Em 10 de outubro, em sua primeira apresentação na televisão, apresentou novamente sua primeira música de trabalho no programa britânico Stricly Come Dancing, da emissora BBC One

### 2009-11:Introducing Dionne BromfieldeGood for the Soul
Seu álbum de estreia, Introducing Dionne Bromfield, foi lançado em 12 de outubro de 2009, e o primeiro single, "Mama Said", foi lançado em 3 de novembro de 2009. Em 10 de dezembro de 2010, Bromfield performou na Young Voices no Manchester M.E.N. Arena, em 12 de janeiro de 2011 em Londres no O2 Arena e o Motorpoint Arena em Sheffield. O álbum também apresenta a canção "Foolish Little Girla", também como o segundo single, "Ain't No Mountain High Enough", que foi lançado como um download digital apresentando a b-side "I Saw Mummy Kissing Santa Claus". Este álbum consistia de covers e não continha nenhum material original.
Em 28 de janeiro de 2011, foi anunciado que Bromfield gravou um novo single chamado "Yeah Right" co-escrito com Eg White em parceria com Diggy Simmons. O single, que foi lançado como um download digital em 4 de março e alcançou o número 36 no UK Singles Chart é o primeiro single de seu segundo álbum Good for the Soul, que foi lançado em 4 de julho de 2011. O álbum é composto completamente de material original, escrito por Bromfield e muitos compositores. Um segundo single em parceria com Lil Twist, "Foolin'", foi lançado em 17 de junho. Este álbum foi promovido por Bromfield, aparecendo em programas de televisão, tais como Blue Peter e Fern.
Bromfield tem dois episódios de uma web-série com Will Manning chamada Down With Dionne no YouTube. Episódio 1 - o primeiro episódio foi postado no Youtube em 6 de abril de 2011. Neste episódio, Will ajuda Bromfield caçar suas coisas favoritas, e ela executa um improviso de seu single "Yeah Right" na Oxford Street. Episódio 2 - o segundo episódio foi carregado para o YouTube em 15 de abril de 2011. Neste episódio, Bromfield é desafiada à caçar algo nos bolsos dos londrinos, ela encontra Jessie J, e Will faz um Irish Jig.
Foi anunciado que ela iria apresentar um programa chamado "Friday Download" na CBBC, que estreou a partir de 6 de maio a 5 de agosto. A série de 13-partes irá abordar temas como música, dança, TV, comédia, filmes e estilo de vida. Bromfield disse, eu fiz o teste e havia muitas gente conhecidas, atrizes fazendo testes, também. Não pensei que eu tinha uma chance. Eu tinha esquecido até que minha mãe veio me dizer que eu tinha o emprego! Eu não acreditei nela em primeiro lugar! É tão emocionante, e eu não posso esperar para começar!
Em 1 de Julho de 2011, a colaboração entre Dionne Bromfield e Tinchy Stryder, "Spinnin' for 2012" foi confirmado como a primeira música oficial para os Jogos Olímpicos de Verão de 2012. A letra da canção, originalmente escrita e gravada por Speech Debelle, foram re-escritas por Tinchy e Bromfield. A canção foi lançada em 23 de setembro de 2011.
Em 20 de julho de 2011, durante a execução em Londres na Roundhouse com The Wanted, Dionne foi acompanhada no palco por sua madrinha, Amy Winehouse. Esta foi a última apresentação pública de Amy antes de sua morte em 23 de julho de 2011, 27 anos.
Em 23 de julho, duas horas após o anúncio da morte de Winehouse, Bromfield cantou no Big Weekend do Ponty em Pontypridd, apoiando The Wanted. Bromfield cantou durante 20 minutos, menos da hora programada e deixou Wales imediatamente depois do concerto.
Em 5 de Outubro de 2011, em sua primeira indicação ao prêmio, Bromfield foi nomeada para Best R&B/Soul act, ao MOBO Awards (Music of Black Origin), também realizou um tributo à Amy Winehouse, cantando "Love Is A Losing Game" na cerimônia da prêmiação.
Em 17 de outubro de 2011, um remix de "Ouch That Hurt" foi trilha sonora do filme Demons Never Die em uma parceria com a rapper Mz Bratt - foi lançado no Reino Unido.
Entre 24-26 de 2012 Dionne performou pela primeira vez fora do Reino Unido, no Summer Soul festival , em São Paulo e Rio de Janeiro, no Brasil. O mesmo festival que em 2011 trouxe Amy Winehouse ao Brasil. Sua música "Move A Little Faster" foi caracterizado como a faixa de abertura para a série américana, Hawaii Five-0, no episódio "Lapa'au" ("Healing").

### 2012-Presente:Treat Me Right
Bromfield gravou uma faixa nova, chamada 'Black Butterfly', em homenagem à sua madrinha e revela que foi inspirada durante o serviço de funeral de Winehouse - uma borboleta estava pousada no ombro de Kelly Osbourne durante a cerimônia. Pai de Amy, Mitch Winehouse, também escreveu sobre ver a borboleta no livro Amy, minha filha.
Ela diz ao 'Sunday Mirror' da Grã-Bretanha, "Eu quero continuar o legado de Amy. É muita pressão, mas também é um enorme elogio para pensar que eu posso. Eu era a última pessoa que ela estava no palco e, automaticamente, as pessoas sente que isso quer dizer algo...
"Havia uma borboleta negra que voou para o funeral de Amy e pousou no ombro de Kelly Osbourne. Ela ficou lá o durante todo o funeral, em seguida, voou para fora assim que terminou. É provavelmente a melhor canção que escrevi, eu chorava quando eu gravei isso."

## Discografia

### Álbuns de Estúdio
| Título                       | Detalhes                                                                                            | Posições |
| Título                       | Detalhes                                                                                            | UK       |
| ---------------------------- | --------------------------------------------------------------------------------------------------- | -------- |
| Introducing Dionne Bromfield | - Lançado: 12 Outubro 2009 - Gravadora: Lioness / Island (2720319) - Formatos: CD, Digital Download | 33       |
| Good for the Soul            | - Lançado: 4 July 2011 - Gravadora: Lioness / Island - Formatos: CD, Digital Download               | 53       |
| TBA                          | - Lançado: 2014 - Gravadora: Lioness / Island - Formatos: CD, Digital Download                      |          |

### Singles
| Ano  | Single                                        | Posições | Posições | Posições                           | Álbum                        |
| Ano  | Single                                        | UK       | HUN      | BULGARIA TOP 40[carece de fontes?] | Álbum                        |
| ---- | --------------------------------------------- | -------- | -------- | ---------------------------------- | ---------------------------- |
| 2009 | "Mama Said"                                   | 43       | —        | —                                  | Introducing Dionne Bromfield |
| 2009 | "Ain't No Mountain High Enough" (feat. Zalon) | —        | —        | —                                  | Introducing Dionne Bromfield |
| 2011 | "Yeah Right" (feat. Diggy Simmons)            | 36       | 20       | 36                                 | Good for the Soul            |
| 2011 | "Foolin'" (feat. Lil Twist)                   | —        | —        | 7                                  | Good for the Soul            |
| 2011 | "Spinnin' for 2012" (with Tinchy Stryder)     | —        | —        | —                                  | Good for the Soul            |

### Outras canções
| Ano  | Single                   | Posições | Álbum                        |
| Ano  | Single                   | UK       | Álbum                        |
| ---- | ------------------------ | -------- | ---------------------------- |
| 2009 | "Foolish Little Girl"    | —        | Introducing Dionne Bromfield |
| 2011 | "Good for the Soul"      | —        | Good for the Soul            |
| 2011 | "Get Up Offa That Thing" | —        | non-álbum track              |

### Trilha sonora
| Ano  | Single                           | Posições | Filme            |
| Ano  | Single                           | UK       | Filme            |
| ---- | -------------------------------- | -------- | ---------------- |
| 2011 | "Ouch" (feat. Mz Bratt)          | —        | Demons Never Die |
| 2012 | "Who Says You Can't Have It All" | —        | StreetDance 2    |

## Videografia

### Videoclipe
| Título                          | Ano  | Diretor(a/es)          | Artista(s)                             | Ref.   |
| ------------------------------- | ---- | ---------------------- | -------------------------------------- | ------ |
| "Mama Said"                     | 2009 | Ben Jones              | Dionne Bromfield                       | [ 22 ] |
| "Foolish Little Girl"           | 2009 | Jon Moon               | Dionne Bromfield                       | [ 23 ] |
| "Ain't No Mountain High Enough" | 2009 | Jon Moon               | Dionne Bromfield (feat. Zalon)         |        |
| "Yeah Right"                    | 2011 | Emil Nava              | Dionne Bromfield (feat. Diggy Simmons) |        |
| "Foolin'"                       | 2011 | Trudy Bellinger        | Dionne Bromfield                       | [ 24 ] |
| "Spinnin' for 2012"             | 2011 | Dale "Rage" Resteghini | Dionne Bromfield (with Tinchy Stryder) | [ 25 ] |
| "Ouch"                          | 2011 | Arjun Rose             | Dionne Bromfield (feat. Mz Bratt)      |        |

## Premiações e nomeações
| Ano  | Prêmio      | Categoria           | Resultado            | Ref    |
| ---- | ----------- | ------------------- | -------------------- | ------ |
| 2011 | MOBO Awards | Best R&B / Soul act | Predefinição:Nomeada | [ 13 ] |

| Ano  | Prêmio       | Categoria                               | Resultado           | Ref    |
| ---- | ------------ | --------------------------------------- | ------------------- | ------ |
| 2012 | BAFTA Awards | Best Children's Entertainment Programme | Predefinição:Ganhou | [ 26 ] |